# Antonaŭ (Naraŭljanský rajón)
Antonaŭ (bělorusky Антонаў, rusky Антонов) je vesnice ve Věrbavickém selsovětu Naraŭljanského rajónu v Homelské oblasti Běloruska.

## Geografie

### Poloha
Vesnice se nachází 15 km na jihozápadě od Naroŭlje, 20 km od vlakového nádraží v Jelsku (na lince Kalinkavičy—Oŭruč), 193 km od oblastního města Homel, poblíž hranic s Ukrajinou.

### Vodní poměry
Vesnice leží na řece Slavečna (přítok řeky Pripjať).

## Dopravní síť
Dopravní spojení po komunikaci v obci navazuje na dálnici do Naroŭlje. Zástavba je oboustranná, s dřevěnými zemědělskými usedlostmi.